# Halla Tómasdóttir
Halla Tómasdóttir (ur. 11 października 1968 w Reykjavíku) – islandzka menedżerka, przedsiębiorca i polityk, od 2024 prezydent Islandii.

## Życiorys
W 1993 uzyskała licencjat z zarządzania przedsiębiorstwem na uczelni Auburn University at Montgomery (zarządzanej przez Auburn University). W 1995 ukończyła studia podyplomowe MBA w szkole biznesowej Thunderbird. Pracowała na stanowiskach menedżerskich w Mars Incorporated i PepsiCo. Należała do założycieli powstałego w 1998 Uniwersytetu w Reykjavíku; była nauczycielką akademicką na tej uczelni, kierowała na niej szkołą zarządzania zasobami ludzkimi. Działała w inicjatywie „Auður í krafti kvenna”, będącej projektem na rzecz rozwoju przedsiębiorczości wśród kobiet. Od 2002 zasiadała w radach dyrektorów spółek. W 2006 powołana na stanowisko dyrektora wykonawczego Islandzkiej Izby Handlowej, które zajmowała do 2007. Kierowała następnie założonym przez siebie przedsiębiorstwem inwestycyjnym. Później pełniła funkcję dyrektora zarządzającego organizacji non-profit The B Team.
Kandydowała w wyborach prezydenckich w 2016, zajmując w nich drugie miejsce z wynikiem niespełna 28% głosów. Wystartowała również w wyborach prezydenckich w 2024. Zajęła w nich pierwsze miejsce z wynikiem około 34% głosów, wygrywając tym samym te wybory. Urząd prezydenta objęła 1 sierpnia 2024.

## Życie prywatne
Zamężna z przedsiębiorcą Björnem Súlasonem.

## Odznaczenia
- Order Słonia (Dania, 2024)[10][11]
- Krzyż Wielki Orderu Świętego Olafa (Norwegia, 2025)[12]